# Alcyonidium australe
Alcyonidium australe är en mossdjursart som beskrevs av Jean-Loup d'Hondt och Moyano 1979. Alcyonidium australe ingår i släktet Alcyonidium och familjen Alcyonidiidae. Inga underarter finns listade i Catalogue of Life.